# Florin Halagian
Florin Vaschen Halagian (n. 7 martie 1939, București, România – d. 12 august 2019) a fost un jucător și antrenor de fotbal român, de descendență armean, de unde și porecla Armeanul. El este antrenorul care are cele mai multe meciuri în Liga I cu 878 de jocuri formate din 432 de victorii, 176 de egaluri și 270 de înfrângeri.

## Cariera de jucător
Născut în București, a crescut  într-o familie de imigranți armeni și a urmat școala de pe lângă biserica armenească din București. A început să joace fotbal la Tânărul Dinamovist, împotriva voinței tatălui său, care l-ar fi vrut concentrat asupra studiilor. La terminarea junioratului a părăsit Dinamo, unde competiția pentru un loc de titular era acerbă, în căutare de minute. Așa a început un periplu la echipe din capitală și din țară. Disponibilitatea de se duce acolo unde era dorit și valorat a fost o constantă în cariera sa ca  fotbalist și antrenor. Și-a terminat cariera de jucător la Vagonul Arad, nu înainte de a absolvi Institutul de Educație Fizică și Sport (IEFS). De aici i se trage numele "Dom' Profesor", cu care i s-au adresat de-a lungul carierei atât jucătorii, cât și colaboratorii. 

## Cariera de antrenor
Halagian a început sezonul 1971-1972 ca antrenor al echipei de "tineret-speranțe" a FC Argeșului. După un început dezastruos de campionat al echipei lui Dobrin, Halagian a fost promovat la "echipa mare", cu obiectivul de a evita retrogradarea. La sfârșitul acelei ediții de campionat, antrenorul de 33 de ani recent împliniți aducea primul titlu de campioană la Pitești. Restul este istorie. 
Ca antrenor, a adus singurele titluri de campioană a României din palmaresul echipei FC Argeș cu care s-a impus în Divizia A în sezoanele 1971-72 și 1978-79. A mai câștigat titlul de campioană cu Dinamo București în sezonul 1991-92. A avut o contribuție importantă la construirea echipei de aur a Stelei, care a câștigat în 1986 Cupa Campionilor Europeni.
Halagian a fost antrenorul echipei naționale de fotbal a României pentru un meci în 1979.
Unul dintre citatele celebre ale lui Halagian ca antrenor a fost: „Focu’ la ei!”, „Armeanul” a explicat: 
```
„Aceasta este o expresie pe care am inventat-o pentru a le transmite jucătorilor de pe teren că mingea e bine să fie pe jumătatea terenului adversarului, chiar dacă avem posesia sau nu, le-am spus că e mai bine să jucăm acolo.”
[
8
]
```

Pe 25 martie 2008 a fost decorat de președintele României, Traian Băsescu pentru toată activitatea și pentru formarea tinerelor generații de campioni cu „Meritul sportiv Clasa a III-a”.

## Palmares

### Antrenor
Argeș Pitești
- Divizia A (2): 1971-72, 1978-79[4][10]

Steaua București
- Divizia A (1): 1984–85

Dinamo București
- Divizia A (1): 1991–92[4][10]